# Fast Infrared Exoplanet Spectroscopy Explorer
Fast Infrared Exoplanet Spectroscopy Survey Explorer (FINESSE) é uma missão proposta da NASA para observação espacial operando no espectro Near-infrared para o programa Explorers. O Principal investigator é Mark Swain do Jet Propulsion Laboratory  em Pasadena, Califórnia.
FINESSE é um dos conceitos dos três Medium-Class Explorers (MIDEX) que recebeu $2 milhões para conduzir um estudo de conceito da missão de 9 meses em Agosto de 2017. Os outros dois conceitos na competição são Arcus ( um telescópio espacial dde raio-X) e SPHEREx (um telescópio espacial de infravermelho). Se selecionado, a missão deverá lançar não antes de 2023 e duraria pelo menos dois anos.

## Visão geral
FINESSE deveria consistir de um observatório espacial com a miss]ao de estudar atmosferas de exoplanetas por espectroscopicamente observando mais de 500 planetas fora do Sistema Solar com o objetivo de ganhar conhecimento dos processos responsáveis por sua composição e como o Sistema Solar encaixa-se numa família planetária maior.
FINESSE é uma candidata para a próxima missão MIDEX do Programa Explorer da NASA e atualmente está na fase A de estudo de nove meses de duração começada em Agosto de 2017 para refinar seu conceito. NASA espera anunciar o resultado da seleção para a próxima missão MIDEX em 2019.
Enquanto FINESSE foi selecionada como finalista para a missão MIDEX, a NASA também condicionalmente selecionou a proposta CASA como um Explorers Program Partner Mission of Opportunity (PMO). FINESSE e CASE compartilham o mesmo Primary Investigator e equipe científica. CASE, ou Contribution To ARIEL Spectroscopy of Exoplanets, é uma proposta para a participação dos EUA no programa europeu do telescópio espacial ARIEL. Uma missão de pesquisa de atmosfera de exoplanetas, a ARIEL é parecida com a FINESSE em tanto na capacidade da espaçonave quanto em objetivos científicos. CASE foi selecionado na condição de que vai apenas ser construído se a Agência Espacial Europeia selecionar a ARIEL. Quando isso foi anunciado, ainda era incerto se ARIEL acabaria sendo selecionada ou não. NASA declarou que se ARIEL e CASE forem selecionado, não vão selecionar FINESSE como a próxima missão MIDEX.
Em Março de 2018, ARIEL foi selecionada pela ESA para a quarta missão Cosmic Vision Medium class (M4).

## Objetivos científicos
- Determinar os aspectos chave do processo de formação planetária. FINESSE obteria as medidas de composição atmosférica de Metalicidade e proporção de carbono/oxigênio.[1]
- Determinar os fatores chaves que estabelecem o clima planetário. As medidas do FINESE iriam determinar a quantidade de energia planetária tanto nos lados diurnos e noturnos.[1]

## Princípio
FINESSE mediria a luz atmosférica espectro de exoplanetas transitando ou eclipsando sua estrela mãe. O espectrômetro proposto funcionaria nos limites de 0.5-5.0 μm, nas ondas de luz no Infravermelho distante de λ/Δλ = 80 a 1.2μm, 300 a μm, e usaria um espelho primário de 75 cm em diâmetro.
- Este artigo foi inicialmente traduzido, total ou parcialmente, do artigo da Wikipédia em inglês cujo título é «Fast Infrared Exoplanet Spectroscopy Explorer».